# Cyclocross-Weltmeisterschaften 1995
Die Cyclocross-Weltmeisterschaften 1995 wurden am 29. Januar im schweizerischen Eschenbach ausgetragen. Schauplatz waren die Hänge zu beiden Seiten der Schmerikonerstrasse, die auch als Start- und Ziellinie diente. An einer Stelle durchquerten die Fahrer ein großes Festzelt, wo sich Dieter Runkel, der auf der letzten Runde einen beruhigenden Vorsprung hatte, vorzeitig vom Heimpublikum feiern lassen konnte.

## Ergebnisse

### Männer (offene Klasse)
| Platz | Land        | Sportler            |
| ----- | ----------- | ------------------- |
| 1     | Schweiz     | Dieter Runkel       |
| 2     | Niederlande | Richard Groenendaal |
| 3     | Schweiz     | Beat Wabel          |

### Junioren
| Platz | Land       | Sportler          |
| ----- | ---------- | ----------------- |
| 1     | Tschechien | Zdeněk Mlynář     |
| 2     | Frankreich | Guillaume Benoist |
| 3     | Schweiz    | Stefan Bünter     |